# Софієвський сільський округ
Софі́євський сільський округ (каз. Софиевка ауылдық округі, рос. Софиевский сельский округ) — адміністративна одиниця у складі Цілиноградського району Акмолинської області Казахстану. Адміністративний центр — село Софієвка.
Населення — 2565 осіб (2021; 2106 у 2009, 1472 у 1999, 1471 у 1989).
Станом на 1989 рік існували Прирічна сільська рада (село Антоновка, Прирічне) та Софієвська сільська рада (села Міновка, Софієвка). 1993 року ці сільради утворили Софієвський сільський округ. 2000 року зі складу округу був виділений Прирічний сільський округ. Село Апполоновка було ліквідоване 2009 року.

## Склад
До складу округу входять такі населені пункти:
| Населений пункт     | Населення, осіб (1989) | Населення, осіб (1999) | Населення, осіб (2009) | Населення, осіб (2021) |
| ------------------- | ---------------------- | ---------------------- | ---------------------- | ---------------------- |
| Жабай, село         | 103                    | 49                     | 69                     | 60                     |
| Софієвка, село      | 1368                   | 1416                   | 2013                   | 2494                   |
| --Апполоновка, село | -                      | 7                      | 24                     | 11                     |